# 中倫敦

倫敦市中心街道圖（以開放街圖繪製）

中倫敦（英語：Central London），又稱為倫敦市中心（London City Centre），是指英國倫敦最重要的地區。其無正式的官方定義，但一般以高建築密度、高地價、較多的白天人口等標準來劃定的範圍。倫敦的道路則一般以查令十字作為公路原點來計算距離。1959年至1963年，赫伯特委員會制定《倫敦政府法案》草案時，曾計劃以倫敦市中心為範圍建立一個自治市，但最後未達成。